# Zeppelin Rental
Die Zeppelin Rental GmbH, ehemals MVS Zeppelin, ist ein Vermiet- und Baulogistikdienstleister  mit Sitz in Garching bei München sowie mit über 160 Standorten in Deutschland, Österreich, Tschechien, der Slowakei, Dänemark und Schweden. Sie beschäftigte im Geschäftsjahr 2023 2.219 Mitarbeiter.
Das Unternehmen ist eine Tochter der in Friedrichshafen ansässigen Zeppelin-Gruppe.

## Geschichte
In den 1990er Jahren hatte die Zeppelin Baumaschinen GmbH damit begonnen, Mietstützpunkte zu eröffnen. 2003 erfolgte die Übernahme der Vermietaktivitäten der MVS AG durch die Zeppelin Baumaschinen GmbH und die Gründung der eigenständigen MVS Zeppelin GmbH & Co. KG. 2009 wurde die österreichische MVS Zeppelin Österreich (heute Zeppelin Rental Österreich), ein 100%iges Tochterunternehmen, gegründet. Im gleichen Jahr erfolgte die Akquisition des Geschäftsbetriebs der Baustellen-Absicherung Dietrich.
2010 übernahm Zeppelin Rental 80 % an der Berndt Verkehrstechnik und 2011 wurde die GSL Gerätevermietung, Service, Logistik Teil des Unternehmens.
Im Januar 2012 wurde das Unternehmen in Zeppelin Rental GmbH & Co. KG umfirmiert. Ein Jahr später übernahm Zeppelin Rental die restlichen 20 % der Anteile an der Berndt Verkehrstechnik.
Im März 2013 gründete das Unternehmen die Zeppelin Industrial Services (Kraftwerks-, Chemie- und Petrochemieanlagenbau), in der die GSL Gerätevermietung, Service, Logistik (mit Wirkung zum 2. Juni 2012 GSL Zeppelin) aufging. Die Übernahme der Blohm + Voss Inspection Service erfolgte im Oktober 2013.
2014 kaufte der Zeppelin-Konzern den Geschäftsbereich Projektservice der Hochtief-Tochter Streif Baulogistik, der fortan als Zeppelin Streif Baulogistik firmierte. Ebenfalls 2014 wurde mit der Klickrent (Online-Marktplatz für Mietgeschäfte), eine 100%ige Tochter, ausgegründet, die mittlerweile Bestandteil der Strategischen Geschäftseinheit Z Lab ist.
2016 akquirierte Zeppelin den Geschäftsbereich Vermietung der Stapler Rent 2000.
Im Juli 2017 wurden die Geschäftsaktivitäten der Zeppelin Rental und der Zeppelin Streif Baulogistik zur Zeppelin Rental verschmolzen. Ebenfalls 2017 übernahm Zeppelin Rental 100 Prozent der Anteile an der Limes Mobil.
2018 übernahm Zeppelin 100 Prozent der Anteile an der Baustellen-Verkehrs-Technik, deren Geschäftsaktivitäten 2019 auf die Zeppelin Rental verschmolzen wurden. Darüber hinaus erwarb Zeppelin 2019 100 % der Anteile an der Luther Gruppe, bestehend aus Luther HL und METON.

## Leistungen

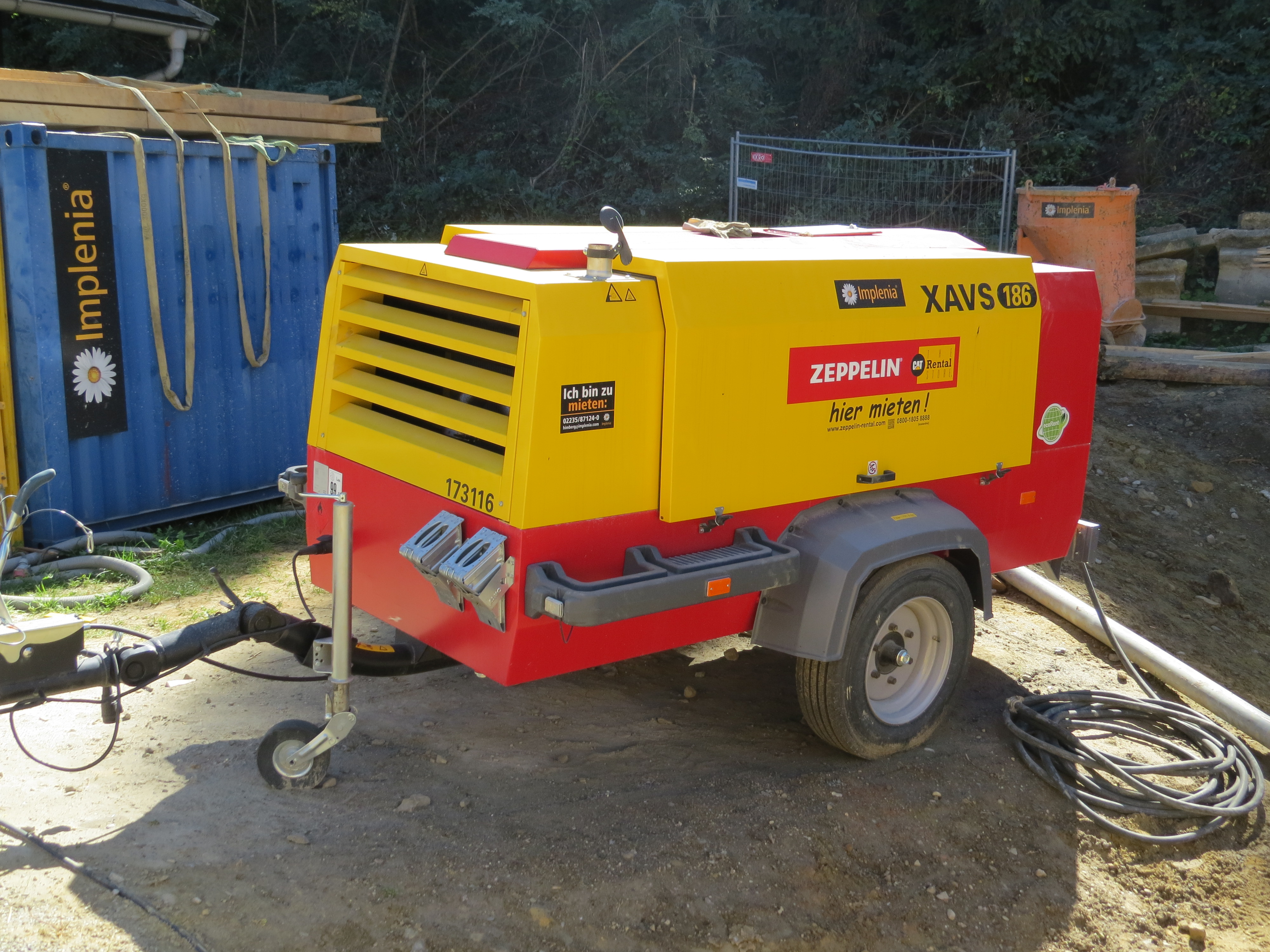
Kompressor von Atlas Copco vermietet durch Zeppelin Rental

Kerngeschäft von Zeppelin Rental ist das Vermieten von Maschinen und Geräten, Baulogistik und temporärer Infrastruktur.
Die Baulogistik beinhaltet die Planung und Koordination sämtlicher Baulogistikprozesse und Schulungen sowie das Baumanagement.